# Goodbye for Now
"Goodbye for Now" je prvi singl američke rock skupine P.O.D. s njihovog albuma Testify objavljenog 2006. Kao gostujući vokal na pjesmi se pojavljuje Katy Perry.

## O pjesmi
Pjesma je često puštana na radiju u svrhu promoviranja filma Narnijske kronike: Lav, vještica i ormar, gdje je pjesma korištena kao soundtrack. Pjesma je najuspješniji singl grupe, te je dosegla broj 47 u SAD-u.

## Top liste
| Top liste (2006.)       | Najviša pozicija |
| ----------------------- | ---------------- |
| Njemačka                | 76               |
| SAD (Billboard Hot 100) | 47               |
| SAD (Alternative Songs) | 26               |
| SAD (Digital Songs)     | 25               |

## Videospot
Video počinje tako da se nekoliko članova benda šeće po zgađenoj obali mora. Zatim se prikazuje nastup na kućnoj zabavi, te vožnja gradom.
Videospot je dosegao broj 1 u emisiji TRL na MTV-u.

## Popis pjesama
1. "Goodbye for Now"
2. "Why Wait?"
3. "Lights Out" (Chris Vrenna Mix)